# ازدواج با فامیل
ازدواج با فامیل (انگلیسی: Consanguine marriage) ازدواج بین افرادی است که با هم فامیل نزدیک هستند. از نظر بالینی، ازدواج بین دو عضو خانواده که پسرعموی دوم یا نزدیک‌تر هستند، به عنوان ازدواج هم‌خونی شناخته می‌شود. این بر اساس نسخه‌های ژنی است که فرزندان آنها ممکن است دریافت کنند. اگرچه این اتحادیه‌ها همچنان در برخی از جوامع رایج هستند، همان‌طور که در سراسر منطقه خاورمیانه بزرگ مشاهده می‌شود، بسیاری از جمعیت‌های دیگر کاهش زیادی در ازدواج‌های درون خانواده داشته‌اند.